# Зиверсдорф-Хоенофен
Зиверсдорф-Хоенофен (њем. Sieversdorf-Hohenofen) општина је у њемачкој савезној држави Бранденбург. Једно је од 23 општинска средишта округа Остпригниц-Рупин. Према процјени из 2010. у општини је живјело 846 становника. Посједује регионалну шифру (AGS) 12068409.

## Географски и демографски подаци
Зиверсдорф-Хоенофен се налази у савезној држави Бранденбург у округу Остпригниц-Рупин. Општина се налази на надморској висини од 28 метара. Површина општине износи 19,8 km². У самом мјесту је, према процјени из 2010. године, живјело 846 становника. Просјечна густина становништва износи 43 становника/km².